# Placówka Straży Celnej „Siemianice”

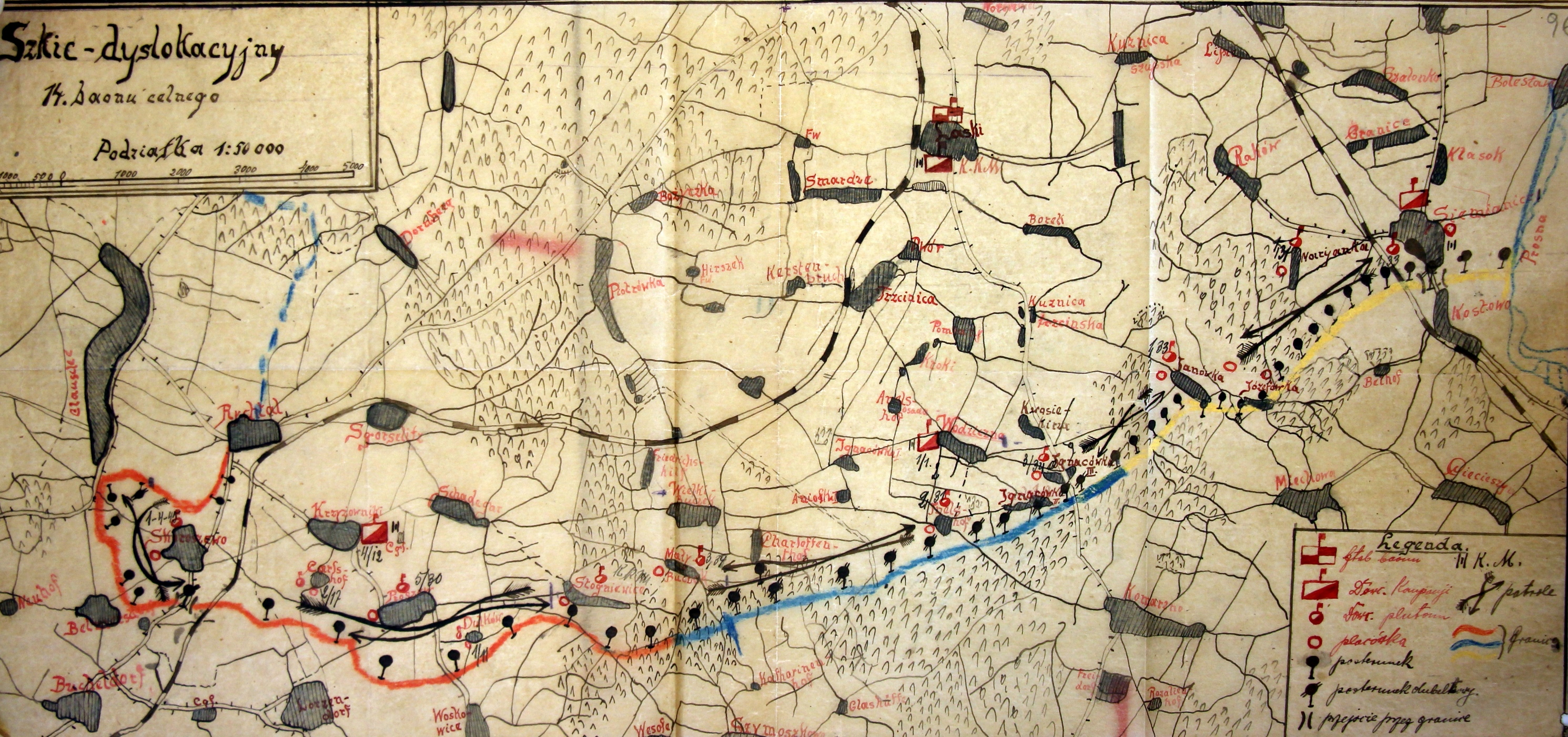
Rozmieszczenie 14 batalionu celnego

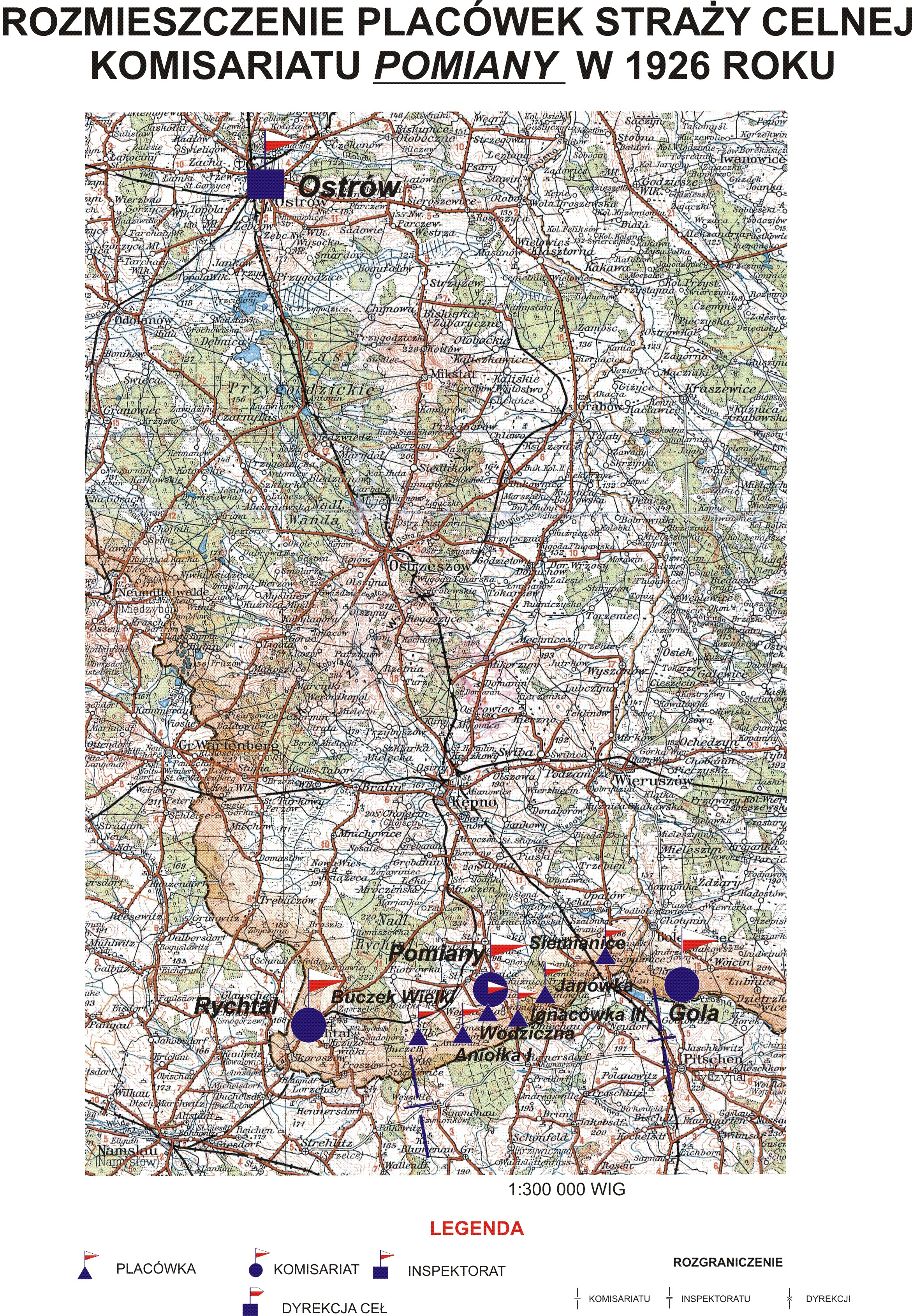
Rozmieszczenie placówek Straży Celnej Komisariatu Pomiany

Placówka Straży Celnej „Siemianice” – jednostka organizacyjna Straży Celnej pełniąca w okresie międzywojennym służbę ochronną na granicy polsko-niemieckiej.

## Formowanie i zmiany organizacyjne
Na wniosek Ministerstwa Skarbu, uchwałą z 10 marca 1920 roku, powołano do życia Straż Celną. Od połowy 1921 roku jednostki Straży Celnej rozpoczęły przejmowanie odcinków granicy od pododdziałów Batalionów Celnych. W 1921 roku na terenie Wodzicznej stacjonował sztab 3 kompanii 14 batalionu celnego. 3 kompania wystawiła placówkę w Siemianicach. Proces tworzenia Straży Celnej trwał do końca 1922 roku. Placówka Straży Celnej „Siemienice” weszła w podporządkowanie komisariatu Straży Celnej „Pomiany” z Inspektoratu SC „Ostrów”.
W drugiej połowie 1927 roku przystąpiono do gruntownej reorganizacji Straży Celnej. W praktyce skutkowało to rozwiązaniem tej formacji granicznej. Ochronę północnej, zachodniej i południowej granicy państwa przejęła powołana z dniem 2 kwietnia 1928 roku Straż Graniczna.

## Funkcjonariusze placówki
Kierownicy placówki
| stopień    | imię i nazwisko, numer | okres pełnienia służby | kolejne stanowisko |
| ---------- | ---------------------- | ---------------------- | ------------------ |
| przodownik | Józef Stachowiak (860) | był w 1926             |                    |

Obsada personalna placówki w 1926:
- przodownik Józef Stachowiak (860)
- starszy strażnik Mikołaj Jerczyński (1080)
- strażnik Jan Wolski (1836)
- strażnik Ludwik Moś (2029)
- strażnik Jan Hełka (1789)
- strażnik Stanisław Napierała (3012)
- strażnik Stanisław Wilczura (3294)
- strażnik Jan Guździoł (282)
- strażnik Jan Urban (3113)